# マレーシアサッカー協会
マレーシアサッカー協会 (マレーシアサッカーきょうかい、英語: Football Association of Malaysia、マレー語: Persatuan Bola Sepak Malaysia、略称: FAM) はマレーシアのサッカーを統括するサッカー協会。
マレーシアサッカー協会はサッカーマレーシア代表を組織する他、国内の主要なサッカー大会、フットサル大会を主催している。マレーシアサッカー協会の本部はセランゴール州クラナ・ジャヤのウィズマFAMにある。

## 背景

### 独立以前
イギリス人によりマラヤにサッカーが伝えられると、マラヤの人々はすぐに試合を行うようになり、マレーシアで最も人気のあるスポーツとなるまでそれほど時間はかからなかった。19世紀終わり頃までに、サッカークラブはマラヤで最も数の多いスポーツクラブとなったが、これらのサッカークラブを統括する組織は存在していなかった。1905年にセランゴール州アマチュアサッカーリーグが結成された際にも、運営管理する母体となる組織は存在していなかった。大会に参加したのはクアラルンプール地区のクラブに限られていた。
1921年、マラヤ連邦全州のサッカークラブが参加する全国大会が設立された。HMSマラヤ・カップ (1963年にマレーシア・カップと改名) として知られたこの大会は第二次世界大戦期間中を除き、途切れることなく開催されている。
1926年、セランゴールアマチュアサッカーリーグが設立され、1936年にはセランゴールサッカー協会が結成された。セランゴールサッカー協会がセランゴール地方のサッカーの統括し選抜チームの強化を図っているのを見て、マラヤ連邦の他の州もまたこれに続いてサッカー協会を設立するようになった。それぞれの州の選抜チームが対戦するHMSマラヤ・カップの大会の名称はHMSマレーヤというイギリス戦艦の名称にちなむものであった。サッカーやラグビーに関して各々の州の選抜チームが造られた後、HMSマラヤの運営委員会はマラヤ連邦のラグビーとサッカー両方の大会を毎年開催することを決断した。同年、シンガポールを訪問したオーストラリアのサッカーチームに対しマラヤ代表を結成すべく、ペラサッカー協会、セランゴールサッカー協会、ヌグリ・スンビランサッカー協会、マラッカサッカー協会、シンガポールアマチュアサッカー協会が一堂に会し、マラヤサッカー協会 (Malayan Football Association、MFA) を設立した。
1933年、MFAは組織改編し「Football Association of Malaya」 (FAM) と名称を変更した。当初。FAMはシンガポールに拠点を置いていた。FAMはマラヤ・カップをはじめとするマラヤ連邦のサッカー大会を主催していた。毎年開催される全国サッカー大会は国内のサッカーレベル上昇に貢献した。
FAM初代会長はアンドリュー・コールデコット卿であり、続いてM.B. Shelley、Dr. J.S. Webster、S.D. Scott、R. Williamson、Adrian Clarkが会長となりヨーロッパで第二次世界大戦が勃発する1940年まで運営が続けられた。1940年、FAMの拠点がシンガポールからマラヤに移され、A.R. Singhamが1941年にアジア人初のFAM秘書となった。
第二次世界大戦後初のFAM会長はJ. Kingであり、続いてH. Byson、Dr. C Rawsonが会長となった。Rawsonはイギリス人以外の会長が誕生するまでの2年間会長代行を務めた。1951年、トゥンク・アブドゥル・ラーマン (彼は初代マレーシア首相となった) がFAM会長となった。アブドゥル・ラーマンの下、マレーシアのサッカーは次なるステップへと移行し、FAMは単にマレーシア・カップという1大会の運営組織から全国のサッカーを統括する大きな役割を担うようになった。
マレーシアサッカー協会は国際サッカー連盟 (FIFA) に1954年に加盟、1958年にアジアサッカー連盟 (AFC)に加盟した。

### 批判
AFCアジアカップ2007終了後、協会会長はマレーシア代表選手を正面から非難する一方で、1984年以降会長の座に君臨し続けている彼は会長の座から降りるべきであるとする声には耳を傾けず、長期政権に対する意欲を示した。彼は「マレーシア代表の中国戦とウズベキスタン戦の詳細なマッチレポートを要求する」一方で、「私は圧力に屈したりはしない。私は臆病者でない、戦士だ。」と発言した。彼は2007年9月9日に行われたマレーシアサッカー協会会長選挙で会長に再選された。

## 所属サッカー協会
マレーシアサッカー協会の傘下には14州のサッカー協会に加えて、マレーシア王宮警察サッカー協会 (Persatuan Bolasepak Polis DiRaja Malaysia, PDRM FA) やマレーシア陸軍サッカー協会 (Persatuan Bolasepak Angkatan Tentera Malaysia, ATM FA) など6つの協会が所属する。また、それぞれのサッカー協会所属のサッカークラブがあり、プロリーグに参戦していた。しかし、アジアサッカー連盟 (AFC) からそのことが問題視され、協会とクラブの分離が行われない場合にはAFCクラブライセンスを交付しない旨の通達があったため、2021年までに独立した運営会社を設立してサッカー協会所属クラブ (FA) からサッカークラブ (FC) への転換が行われた。
- プルリス州サッカー協会 (Perlis Football Association マレー語: Persatuan Bola Sepak Perlis, PFA)
- ペナン州サッカー協会 (Football Association of Penang, マレー語: Persatuan Bola Sepak Pulau Pinang, FAP)
- ケダ州サッカー協会 (Kedah Football Association, マレー語: Persatuan Bola Sepak Kedah, KFA)
- ペラ州サッカー協会 (Perak Football Association, マレー語: Persatuan Bolasepak Perak, PAFA)
- セランゴール州サッカー協会 (Football Association of Selangor, マレー語: Persatuan Bolasepak Selangor, FAS)
- クアラルンプールサッカー協会 (Kuala Lumpur Football Association, マレー語: Persatuan Bola Sepak Kuala Lumpur, KLFA)
- ヌグリ・スンビラン州サッカー協会 (Negeri Sembilan Football Association, マレー語: Persatuan Bolasepak Negeri Sembilan, PBNS)
- ムラカ州サッカー協会 (Football Association, マレー語: Persatuan Bolasepak Melaka, MUSA)
- ジョホール州サッカー協会 (Johor Football Association, マレー語: Persatuan Bolasepak Negeri Johor, PBNJ)
- クランタン州サッカー協会 (Kelantan Football Association, マレー語: Persatuan Bola Sepak Kelantan, KAFA)
- トレンガヌ州サッカー協会 (Terengganu Football Association, マレー語: Persatuan Bolasepak Terengganu, PBSNT)
- パハン州サッカー協会 (Pahang Football Association, マレー語: Persatuan Bolasepak Pahang, PBNP)
- サラワク州サッカー協会 (Football Association of Sarawak, マレー語: Persatuan Bolasepak Sarawak, F.A.S.)
- サバ州サッカー協会 (Sabah Football Association, マレー語: Persatuan Bolasepak Sabah, SAFA)

## 大会
マレーシアサッカー協会は以下の大会を主催している。
- マレーシア・カップ
- ピアラFAマレーシア
- マレーシア・スーパーリーグ
- マレーシア・プレミアリーグ
- マレーシアFAMリーグ
- マレーシア・プレジデントカップ

## 歴代スタッフ
| 役職 | 氏名                             | 就任 | 辞任    |
| ---- | -------------------------------- | ---- | ------- |
| 会長 | Sir Andrew Caldecott             | 1933 |         |
| 会長 | M.B. Shelley                     |      |         |
| 会長 | Dr. J.S. Webster                 |      |         |
| 会長 | S.D. Scott                       |      |         |
| 会長 | R. Williamson                    |      |         |
| 会長 | Adrian Clark                     |      | 1940    |
| 会長 | J. King                          |      |         |
| 会長 | H. Byson                         |      |         |
| 会長 | Dr. C Rawson                     |      |         |
| 会長 | トゥンク・アブドゥル・ラーマン   | 1951 | 1974    |
| 会長 | Tun Abdul Razak                  | 1974 | 1976    |
| 会長 | Tan Sri Datuk Seri Raja Hamzah   | 1976 | 1984    |
| 会長 | スルタン・ハジ・アフマド・シャー | 1984 | Present |
| 秘書 | A.R. Singham                     | 1941 |         |
| 秘書 | Datuk Kwok Kin Keng              | 1951 | 1980    |
| 秘書 | Datuk Paul Murugasu              | 1980 | 1985    |
| 秘書 | Datuk Paul Mony Samuel           | 1985 | 2000    |
| 秘書 | Datuk Dell Akbar Khan            | 2000 | 2005    |
| 秘書 | Datuk Ibrahim Saad               | 2005 | 2007    |
| 秘書 | Datuk Azzuddin Ahmad             | 2007 | 2013    |

## スタッフ
- 会長: HRHスルタン・アーマド・シャー
- デピュティ・プレジデント: テンク・アブドゥッラー
- ヴァイスプレジデント: Datuk Subahan Kamal, Datuk Hamidin Amin, Datuk Abdullah Hishan Mohd Hashim, Datuk Affandi Hamzah
- 第1秘書: Datuk Azzuddin Ahmad
- 執行委員会役員
  - Dr Hamdan Mohamed Khalib (ケダFA秘書)
  - Datuk Takiyuddin Hassan (ケランタンFA)
  - Datuk Jeffrey Low (マレーシア華僑サッカー協会)
  - Datuk Astaman Abdul Aziz (クアラルンプールFA会長)
  - Datuk Osman Salleh (ポリスFA)
  - Rosmadi Ismail (ケランタンFAヴァイスプレジデント)
  - Lt Col. Rani Abdul Rahim (アームドフォーシズFA)
  - S. Sivasundaram (マレーシア印僑サッカー協会)